# Barsham, Suffolk
Barsham är en by och en civil parish i distriktet East Suffolk i grevskapet Suffolk i England. Orten har 215 invånare (2011). Byn nämndes i Domedagsboken (Domesday Book) år 1086, och kallades då Barsham/Bersham.